# Iambrix
Iambrix là một chi bướm ngày thuộc họ Bướm nâu.